# 권중희 (1936년)
권중희(權重熙, 1936년 2월 25일 ~ 2007년 11월 16일)는 김구의 암살 사건 배후를 약 50년 동안 추적해온 인물이다.

## 생애
김구의 《백범일지》를 읽은 뒤 김구 암살 사건의 범인으로 판명난 안두희에 대한 처벌이 충분치 않았다는 점에 불만을 품고, 1950년대부터 지속적으로 정부에 탄원을 해 왔으나 성과를 내지 못했다.
1982년부터는 직접 추적으로 방향을 바꾸고 안두희의 뒤를 쫓은 끝에 1987년 3월 27일 서울 마포구청 앞에서 안두희를 폭행하면서 이름을 알렸다. 그러나 안두희를 폭행한 일로 입건되기도 했다. 당시 기사에 따르면 "백범 김구 선생을 암살했던 안두희 씨가 권중희 씨로부터 몸둥이로 온몸을 두들겨 맞아 머리가 깨지고 갈비뼈가 부러지는 등 중상을 입고 인근 병원에 옮겨져 치료를 받고 있다”고 전한다. 이후 안두희를 여러 차례 면담하고 당시 대통령이던 이승만으로부터 직접 김구 암살 지시를 받았다는 안두희의 증언을 공개했다고 주장.
1992년 4월 권중희(權重熙)는 김석용과 함께 안두희의 입을 열게 하여 “독자 범행은 아니며 자신은 하수인에 불과하다”라는 진술을 얻어내었다. 1992년 11월 사실의 규명을 국회에 청원했으며, 국회 백범암살진상조사소위원회는 『백범김구선생 암살진상국회조사보고서』를 1995년 12월에 작성하게 하였다.
이후 언론과 가진 인터뷰에서 권중희는 “다시는 이 땅에 안두희와 같은 암살자가 나타나지 않아야 하고, 그런 암살자가 활개치고 사는 세상이 되어서는 안 된다”는 말을 하였다.

## 활동
1987년 백기완 무소속 대선 후보 유세현장 찬조연설
1992년 대학가 인공기 게양관련 당국 대처 강력비판
1992년 백기완 무소속 대선 후보 유세현장 찬조연설
1993년 한겨레 기고문에서 북한의 핵 개발이 한국과 미국의 연합훈련으로 인한 자극 때문이라고 주장
1999년 한겨레 기고문에서 북한의 핵무기 보유를 옹호
2007년 민족정기구현회 회장을 맡아 맥아더 동상 철거 운동 전개

## 논란
1992년 그는 안두희의 증언을 공개했다. 그러나 안두희는 추후 이같은 증언은 고문에 의한 것이었다고 부인했다. 안두희가 범죄자이나 물리력을 사용해 통해 얻어낸 진술이 과연 의미가 있느냐는 비판도 있다.

## 저서
- 《역사의 심판에는 시효가 없다》 ISBN 8971990244

## 같이 보기
| - 민족정기구현회 - 민족주의 - 김구 - 이승만 - 김창룡 - 김완섭 | - 곽태영 - 박기서 - 안두희 - 김기백 |

## 참고자료
- 민동기 기자 (2007년 11월 17일). “김구 암살 배후 추적 권중희씨 자택서 숨져”. 중앙일보. 2007년 11월 17일에 확인함.[깨진 링크(과거 내용 찾기)]
- 인병문 (2007년 11월 17일). “백범 암살범 안두희 응징한 권중희 선생 별세 - 민족정기 구현과 민족자주를 향한 일념의 한 평생”. 오마이뉴스. 2007년 11월 17일에 확인함.
- 박도 (2007년 11월 18일). “한 우국지사의 못다 이룬 꿈 - 백범 암살범 안두희를 추적 응징한 고 권중희 선생을 애도함”. 오마이뉴스. 2007년 11월 18일에 확인함.